# ویکتوریا کرن
ویکتوریا کرن (زادهٔ ۱۹۸۹، قزاقستان) دی‌جی، خواننده، مدل و بازیگر زن بین‌المللی است. او بیشتر به‌خاطر حضور در انواع فیلم‌های موسیقی ریتمیک در تلویزیون و یوتیوب شناخته شده‌است.
ویکتوریا در دوران جوانی جشنواره‌ها و برنامه‌هایی مانند Sensation White به‌عنوان رقصنده بازی کرد با تجارت موسیقی ارتباط برقرار کرد. یک مدیر فیلمبرداری از وی خواست که در یک موزیک ویدئو شرکت کند و اندکی پس از انتشار فیلم به موفقیت چشمگیری دست پیدا کرد. تا به امروز فیلم "R.I.O. شاهکار Nicco - Party Shaker ”یکی از تماشایی‌ترین فیلم‌های رقص است که به ۱۹۰ میلیون بازدید در YouTube رسیده‌است.